# Данилов Луг
Данилов Луг — посёлок в Красновишерском районе Пермского края. Входит в состав Усть-Язьвинского сельского поселения.

## Географическое положение
Расположен на левом берегу реки Вишера, примерно в 3 км к западу от центра поселения, посёлка Усть-Язьва, и в 34 км к юго-западу от районного центра, города Красновишерск.

## Население
| 2010 |
| ---- |
| 228  |

## Улицы[2]
- Лесная ул.
- Набережная ул.
- Октября ул.
- Победы ул.
- Центральная ул.

## Топографические карты
- Лист карты P-40-125,126 Чердынь. Масштаб: 1 : 100 000. Указать дату выпуска/состояния местности.